# Tonart
| I denna artikel     |
| används tonnamnen   |
| Bess (B♭) och B.    |
| Se olika skrivsätt. |

Tonart, en uppsättning toner (skala) där en av tonerna har rollen som grundton.
De vanligaste tonarterna i det traditionella västerländska tonsystemet är durtonarterna och molltonarterna. Durtonarter betecknas med inledande versal, medan molltonarterna betecknas med gemen – se versalisering; se även parallelltonart.
Dur och moll kan ses som två specialfall av de så kallade kyrkotonarterna, jonisk respektive eolisk. Kyrkotonarterna uppstår när man, med i övrigt samma toner i en skala, ändrar grundtonen.

## Namn och noteringar
| Förtecken | Dur                             | Moll               |
| --------- | ------------------------------- | ------------------ |
| Inga      | C-dur                           | a-moll             |
| Ett ♯     | G-dur                           | e-moll             |
| Två ♯     | D-dur                           | b-moll/h-moll      |
| Tre ♯     | A-dur                           | f♯-moll, fiss-moll |
| Fyra ♯    | E-dur                           | c♯-moll, ciss-moll |
| Fem ♯     | B-dur/H-dur                     | g♯-moll, giss-moll |
| Sex ♯     | F♯-dur, Fiss-dur                | d♯-moll, diss-moll |
| Sju ♯     | C♯-dur, Ciss-dur                | a♯-moll, aiss-moll |
| Ett ♭     | F-dur                           | d-moll             |
| Två ♭     | B♭-dur, B-dur (ibland Bess-dur) | g-moll             |
| Tre ♭     | E♭-dur, Ess-dur                 | c-moll             |
| Fyra ♭    | A♭-dur, Ass-dur                 | f-moll             |
| Fem ♭     | D♭-dur, Dess-dur                | b♭-moll, bess-moll |
| Sex ♭     | G♭-dur, Gess-dur                | e♭-moll, ess-moll  |
| Sju ♭     | C♭-dur, Cess-dur                | a♭-moll, ass-moll  |

Källor: 

## Källhänvisningar
1. ↑  "Tonarter". Musikteori.se. Läst 15 juni 2014.